# Smacigastes barti
Smacigastes barti is een eenoogkreeftjessoort uit de familie van de Tegastidae. De wetenschappelijke naam van de soort is voor het eerst geldig gepubliceerd in 2008 door Gollner, Ivanenko & Martínez Arbizu.